# マルト・スタム

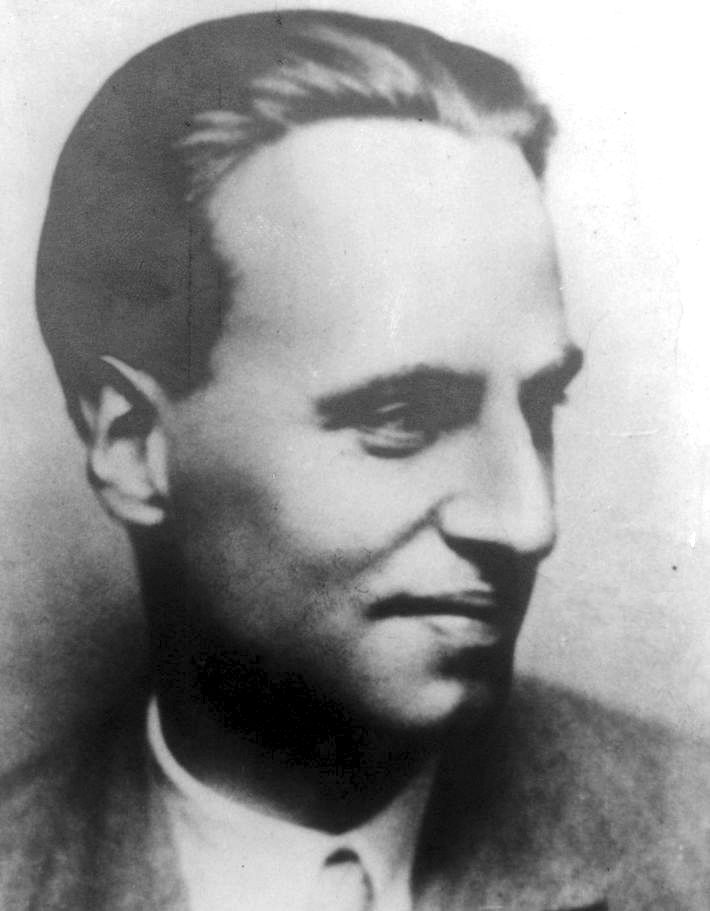
マルト・スタム

マルト・スタム（Mart Stam、本名マルティヌス・アドリアヌス・スタム　Martinus Adrianus Stam、1899年-1986年）は、オランダの建築家。都市計画家。家具デザイナー。デザイナーとしては、1926年に発表した「S-33」といういすが世界で初めてスチール製パイプのキャンチレバー構造チェアとして知られる。アムステルダム市では現在、マルト・スタム賞を設けている。オランダ・プルメレント生まれ。
アムステルダムで教育を受けた後しばらくはロッテルダムで活動。1922年ベルリンに渡り、マックスウェル・タウトのもとで働く傍ら、ハンス・ペルツィヒ、ブルーノ・タウトらと知り合い、ドイツ工作連盟展に参加。その後スイスに渡り、1924年創立のABCグループ結成に、エル・リシツキー、ハンネス・マイヤー、ハンス・ヴィトヴァ－、パウル・アルタリア、エミル・ロス、そしてヴェルナー・モーザーらと参加。1924年から1928年まではハンス・シュミット (建築家)らと雑誌『ABC』を発行。さらにスイス近代建築国際会議創設に携わる。1927年にはヴァイセンホーフ・ジードルング展に参加し住宅案とカンチレバーチェアを発表して注目される。
1928年から29年まで、バウハウスの客員講師。建築と都市計画を担当。
1927年、フランクフルト・ヘラーホフ・ジードルング建設から、エルンスト・マイの誘いでソ連に渡り、マイらとマグニドゴルスク都市計画（1930-1934年）、シュミットらとオルスク都市計画、マケーフカ計画（1933年）など、都市計画にも従事する。
1934年オランダに帰国。1939年、アムステルダム応用芸術工芸研究所所長就任。ヒュート・ヴォーネン研究所協同設立。
1948-1952年、旧東ドイツドレスデン及びヴァイセンガー国立造形応用芸術学校長。1953年に、再びオランダに帰国。1966年からスイス移住する。